# Tiszatardos, Borsod-Abaúj-Zemplén
Tiszatardos este un sat în districtul Tokaj, județul Borsod-Abaúj-Zemplén, Ungaria, având o populație de 259 de locuitori (2011). 

## Demografie
Componența etnică a satului Tiszatardos
     Maghiari (92,86%)
     Germani (4,62%)
     Romi (2,52%)
Componența confesională a satului Tiszatardos
     Romano-catolici (46,33%)
     Reformați (17,76%)
     Greco-catolici (8,88%)
     Fără religie (5,02%)
     Necunoscută (22,01%)
     Alte religii (3,09%)
Conform recensământului din 2011, satul Tiszatardos avea 259 de locuitori. Din punct de vedere etnic, majoritatea locuitorilor (92,86%) erau maghiari, existând și minorități de germani (4,62%) și romi (2,52%). Nu există o religie majoritară, locuitorii fiind romano-catolici (46,33%), reformați (17,76%), greco-catolici (8,88%) și persoane fără religie (5,02%). Pentru 22,01% din locuitori nu este cunoscută apartenența confesională.